# ویکتور اسمدس
ویکتور اسمدس (فنلاندی: Viktor Smeds; ۱۸ سپتامبر ۱۸۸۵ – ۲۲ فوریهٔ ۱۹۵۷) ژیمناست اهل فنلاند بود.
وی در مسابقات کشوری و بین‌المللی در مجموع برندهٔ ۱ مدال برنز شده‌است.